# Michael Daniel
Michael (Mick) Daniel, pseudoniem Hashtronaut, (circa 1973) is een Brits gitarist. Het pseudoniem komt uit de tijd dat hij nog hevig aan de hasj was, hij zwoer dat in 2006 af. Hij speelt in de segmenten elektronische muziek, Berlijnse School voor elektronische muziek en ambient. Thuisbasis is Liverpool.
Zijn eerste album verscheen in 2003, maar daarvoor zat hij in (volslagen onbekende) bands als Umbra, Crouch en Acuphaze, de laatste speelde spacerock in de Hawkwind-traditie (door sommigen werd de band Hashwind genoemd). In 2006 kwam de kentering vanwege een ernstige ziekte van zijn levenspartner, de naam Hashtronaut verdween naar de achtergrond. In 2009 en 2010 verscheen een aantal albums waarop hij samenwerkte met gelijkgestemden uit andere bands of gewoon solo, dan gewoon onder de naam Michael Daniel.

## Discografie
- 2003: Report from an Unknown Planet
- 2003: Nexus
- 2003: Hashtronaut III
- 2004: Surface
- 2006: The Lambda Variant
- 2007: Bottle Universe
- 2007: Event One
- 2007: Magnetic Shadows
- 2007: Through a Year, Darkly
- 2008: Sonic Worlds
- 2009: words just get in the way met Create (track 2)
- 2009: Pollard, Daniel, Booth
- 2009: Time out of Mind (FSP) met Free System Projekt
- 2009: September 2009 Jams
- 2009: Live at Awakenings
- 2009: Pollard, Daniel, Booth 2
- 2010: Mind out of Time met Free System Project
- 2010: Mutiny met Booth
- 2011: Live at Awakenings 18-09-10 met Pollard en Booth
- 2014: Gridlock, alleen download, een soundtrack van een denkbeeldige film
- 2014: Henglers circus
- 2014: Innerspace festivities, downloadsingle
- 2014: Pollard, Daniel, Booth 5
- 2014: Pollard, Daniel, Booth 6
- 2016: Pollard, Daniel, Booth 7
- 2018: Pollard, Daniel, Booth 8
- 2019: Pollard, Daniel, Booth 9